# Hertogdom Opole
Het hertogdom Opole (Pools: Księstwo opolskie; Tsjechisch: Opolské knížectví) bestond van 1180 tot 1201 als onderdeel van het Vorstendom Silesia Opoliensis van de Hertog Jaroslav, de oudste zoon van Hertog Boleslaw I van Silezië; vanaf 1202 was het gebied verbonden met het hertogdom Ratibor en na de splitsing in 1281 werd het een zelfstandig hertogdom. Het werd tot 1532 geregeerd door de Opole-tak van de Silezische Piasten, die in 1532 uitstierf met het overlijden van hertog Jan II. Als erfelijk vorstendom van de Boheemse kroon werd het verschillende keren verpand. De hoofdstad was de gelijknamige stad Opole.

## Geschiedenis
Na de deling van Silezië in 1173 behoorde het gebied van Opole aanvankelijk tot het Silezische deel van hertog Boleslaw I. In 1180 droeg hij het gebied als het hertogdom Silesia Opoliensis over aan zijn zoon Jaroslav vanwege machtsstrijd in de familie. In ruil daarvoor moest Jaroslav zich ertoe verplichten om tot de geestelijke stand toe te treden. Na de dood van Jaroslav op 22 maart 1201 viel het hertogdom Opole weer onder zijn vader Boleslaw, in overeenstemming met het verdrag. Nadat ook Boleslaw in datzelfde jaar op 8 december stierf, veroverde Boleslaw's broer Mieszko in 1202 het gebied van Opole in een strijd tegen zijn neef Hendrik I en verbond het permanent met zijn hertogdom Ratibor. Aangezien het principe van senioraat dat van toepassing was op Polen in hetzelfde jaar werd losgelaten, verviel de constitutionele band tussen de Silezische gebieden en Polen en werden ook de Silezische hertogdommen, die tot dan toe zelfstandig waren, politiek onafhankelijk.
Na de dood van Mieszko's kleinzoon Wladislaus I in 1281, werd het hertogdom Ratibor-Opole verdeeld onder zijn vier zonen. Hierdoor ontstonden de hertogdommen Ratibor, Beuthen, Teschen, Auschwitz en Opole, die Bolko I ontving. Na zijn dood in 1313 werd het hertogdom Opole verdeeld onder zijn drie zonen. Hertog Albrecht ontving het hertogdom Strehlitz en hertog Bolko/Boleslaw II ontving het hertogdom Falkenberg. Zijn gelijknamige broer , Bolko/Boleslaw II verkreeg het verkleinde hertogdom Opole. Zelfs vóór het Verdrag van Trentschin in 1327 onderwierp Bolko II zich aan de soevereiniteit van Bohemen, waardoor het hertogdom Opole, net als de andere Opper-Silezische ondervorstendommen, een leen werd van de Kroon van Bohemen .

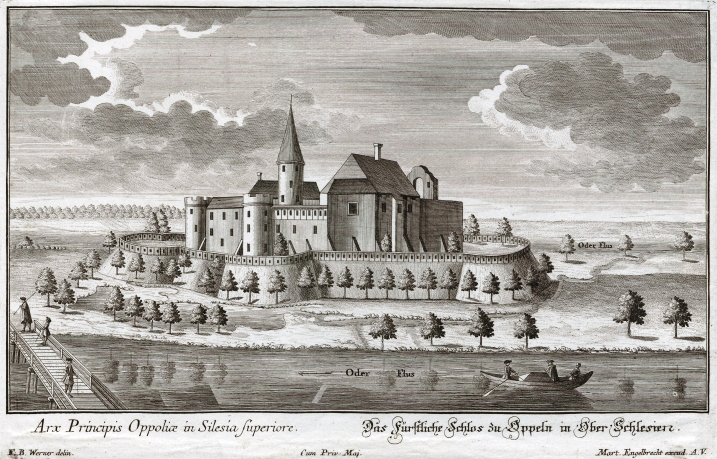
Piastkasteel in Opole

De zoon van Bolko II, Wladislaus II van Opole, die aanvankelijk samen met zijn broer Bolko III over het hertogdom Opole regeerde, verwierf als Palatijn van Hongarije hoge ambten en omvangrijke bezittingen in Polen, die hij echter verloor nadat hij in 1391 een plan uitvoerde om het koninkrijk Polen te vernietigen en het tussen de koninkrijken Hongarije en Bohemen, de Keurvorstendom Brandenburg en de Duitse Orde te verdelen. Daarom lanceerde in 1392 de Poolse koning Władysław II  een krijgstocht in de regio Opole en verwoestte het gebied. Omdat Wladislaus het Hertogdom Jägerndorf, dat hij in 1384 had verworven, in 1390 al aan Jobst van Moravië had verkocht, woonde hij in zijn hertogdom Opole, dat hij in 1939 aan zijn neven Jan, Bolko IV, Hendrik († 1394) en Bernard verpandde, waarbij hem een levenslang vruchtgebruik werd verleend. Na de dood van Wladislaus II in 1401 werd hij opgevolgd door zijn neven Jan, Bolko IV en Bernard als hertogen van Opole. Vanaf ongeveer 1390 leidden zij de zogenaamde Opole-vete met het stadsbestuur van Breslau, die duurde tot het begin van de Hussietenoorlogen.
Na de dood van hertog Bolko V, die een aanhanger was van de Hussieten, werden de hertogdommen Strehlitz en Falkenberg in 1460 herenigd met Opole onder zijn broer Nicolaas I. Hij werd in 1476 opgevolgd door zijn zonen Nicolaas II, die in 1497 stierf, en Jan II. In 1494 verwierf hij de Heerlijkheid Gleiwitz van Wilhelm II von Pernstein. In 1495 voegde hij Tost toe aan zijn hertogdom, in 1498 aan Beuthen en in 1509 aan Cosel. Na de dood van hertog Valentin von Ratibor, waarmee de lijn van de Opava Přemysliden uitstierf, verwierf hij in 1521 het hertogdom Ratibor, dat hij samenvoegde met Opole. Tijdens zijn bewind in 1528 werd een in het Duits geschreven mijncode uitgegeven, die baanbrekend werd voor de mijnbouw in Opper-Silezië. In 1531 vaardigde hij het Groot Staatsprivilege uit, waarmee onder meer het lidmaatschap van de Boheemse kroon werd gevestigd en Tsjechisch als officiële taal werd aangewezen. Na de dood van Jan in 1532 viel zijn hertogdom Opole-Ratibor als een ter ziele gegane leengoed op de kroon van Bohemen, waardoor het de status kreeg van een erfelijk Boheems vorstendom.
De Habsburgers, die sinds 1526 als koningen van Bohemen regeerden, verpanden meermaals het hertogdom Opole. Pandhouders waren van 1532 tot 1551 de markgraven van Brandenburg-Ansbach, daarna tot 1557 de Hongaarse koningin Isabella, in 1598 voor een paar maanden de Transsylvanische prins Sigismund Báthory en van 1622 tot en met 1623 prins Gabriël Bethlen. Van 1645 tot 1666 werd het uiteindelijk verpand aan het Poolse koningshuis Wasa als terugbetaling van de onbetaalde bruidsschat van verschillende Oostenrijkse prinsessen die met Poolse vorsten waren getrouwd.
Na de Eerste Silezische Oorlog viel het hertogdom Opole in 1742 in handen van Pruisen, evenals het grootste deel van Silezië, en vanaf 1815 behoorde het gebied administratief tot de provincie Silezië .

## Hertogen van Opole
- 1180–1201 Jaroslav, vanaf 1198 bisschop van Breslau
- 1281-1313 Boleslaw (Bolko) I († 1313), zoon van Wladislaus I († 1281)
  - 1313–1362/65 Boleslaw II van Opole-Falkenberg († 1362/65), zoon van Boleslaw I
  - 1313-na 1366 Albrecht van Opole-Strehlitz († na 1366), zoon van Boleslaw I
- 1313-1356 Bolko II († 1356), zoon van Boleslaw I
- 1356–1401 Wladislaus II († 1401), zoon van Bolko II
- 1356–1382 Bolko III. († 1382), zoon van Bolko II.
  - 1360/65–1382 Hendrik van Opole-Falkenberg († 1382), zoon van Boleslaw I
- 1382–1421 Jan I Kropidlo († 1421), zoon van Bolko III
- 1382–1437 Bolko IV († 1437), zoon van Bolko III.
  - 1382-na 1459 Bernard van Falkenberg en Strehlitz († 1455), zoon van Bolko III
- 1437–1460 Bolko V († 1460), zoon van Bolko IV
- 1437–1476 Nicolaas I († 1476), zoon van Bolkos IV
- 1476–1497 Nicolaas II († 1497), zoon van Nicolaas I
- 1476-1532 Jan II († 1532), zoon van Nicolaas I